# Пјани Вискозе (Авелино)
Пјани Вискозе је насеље у Италији у округу Авелино, региону Кампанија.
Према процени из 2011. у насељу је живело 54 становника. Насеље се налази на надморској висини од 547 м.